# Kontra (wydawnictwo)
Wydawnictwo „Kontra” – wydawnictwo założone w roku 1970 przez Ninę Karsov i Szymona Szechtera. Jego siedzibą jest Londyn.
Wydawnictwo opublikowało książki autorów:
- Józef Mackiewicz
- Lew Szestow
- Andrzej Bobkowski
- Wieniedikt Jerofiejew
- Barbara Toporska
- Nina Karsov
- Szymon Szechter
- Konstantin Leontiew
- Sasza Sokołow
- Friedrich Hayek
- Małgorzata Łukaszuk
- Icchak (Henryk) Rubin
- Wacław Lewandowski
- Dariusz Rohnka
- Michał Bąkowski
- Chaim Herzog

W roku 2009 Nina Karsov otrzymała nagrodę Związku Pisarzy Polskich na Obczyźnie za wydawanie dzieł Józefa Mackiewicza. Kolportażem utworów Mackiewicza w Polsce zajmuje się BDM DiSO.